# Esto (España)
Esto (llamada oficialmente San Xoán Bautista do Esto) es una parroquia y una aldea española del municipio de Cabana de Bergantiños, en la provincia de La Coruña, Galicia.

## Otras denominaciones
La parroquia también es conocida por el nombre de San Juan Bautista de Esto o por San Juan de Esto.

## Entidades de población
Entidades de población que forman parte de la parroquia:
- Beres
- Cajenla (A Caguenla)
- Esto (O Esto)
- Gándara de Beres
- Leas
- Parrocha (A Parrocha)
- Rieiro (O Rieiro)

## Demografía

### Parroquia
| Gráfica de evolución demográfica de Esto (parroquia) entre 2000 y 2018 |
|                                                                        |
| Datos según el nomenclátor publicado por el INE.                       |

### Aldea
| Gráfica de evolución demográfica de Esto (aldea) entre 2000 y 2018 |
|                                                                    |
| Datos según el nomenclátor publicado por el INE.                   |